# Nactus modicus
Nactus modicus — вид геконоподібних ящірок родини геконових (Gekkonidae). Ендемік Папуа Нової Гвінеї. Описаний у 2020 році.

## Поширення і екологія
Nactus modicus мешкають на островах Німоа, Тагула і Россель в архіпелазі Луїзіада.